# Premi Fundació José Manuel Lara
El premi Fundació José Manuel Lara va ser un premi privat que es convocava anualment per la institució homònima i dotze editorials d'Espanya (Algaida, Anagrama, Destino, Espasa, Llengua de Trapo, Mondadori, Planeta, Plaza & Janés, Pre-Textos, Seix Barral, Siruela i Tusquets) per premiar a la millor novel·la publicada en castellà.
Va ser atorgat el 2002 per primera vegada. A proposta del jurat es podia guardonar qualsevol novel·la escrita en castellà i publicada en primera edició per qualsevol editorial en aquest any, amb independència del país. El jurat estava compost per representants de cadascuna de les editorials convocants, i cada membre podia proposar fins a dues novel·les, sempre que no hagin estat publicades per l'editorial que representen. Els premis es lliuren en una gala a la seu de la Fundació en Sevilla.
A diferència d'altres premis, aquest s'atorgava a la millor novel·la de l'any publicada l'any anterior i estava dotat de 150.000 euros, no per a l'autor sinó per a la promoció de l'obra guanyadora

## Guardonats
| Any  | Novel·la guanadora                  | Autor              | Novel·les finalistes | Autors                                                                            |
| ---- | ----------------------------------- | ------------------ | --- | --------------------------------------------------------------------------------- |
| 2002 | El cielo raso                       | Álvaro Pombo       | Soldados de Salamina Romanticismo La aventura del tocador de señoras Lo real                                                   | Javier Cercas Manuel Longares Eduardo Mendoza Belén Gopegui                       |
| 2003 | El arpista ciego                    | Terenci Moix       | Los aires difíciles Sangre a borbotones Tu rostro mañana El mal de Montano                                                     | Almudena Grandes Rafael Reig Javier Marías Enrique Vila-Matas                     |
| 2004 | Veinte años y un día                | Jorge Semprún      | El tiempo de las mujeres Jardines de Kensington Las trece rosas Los amigos del crimen perfecto                                 | Ignacio Martínez de Pisón Rodrigo Fresán Jesús Ferrero Andrés Trapiello           |
| 2005 | Al morir Don Quijote                | Andrés Trapiello   | 2666 Memorias de mis putas tristes Castillos de cartón La mosca soldado                                                        | Roberto Bolaño Gabriel García Márquez Almudena Grandes Marcio Veloz Maggiolo      |
| 2006 | Doctor Pasavento                    | Enrique Vila-Matas | La velocidad de la luz Una palabra tuya Canciones de amor en Lolita's Club Un encargo difícil                                  | Javier Cercas Elvira Lindo Juan Marsé Pedro Zarraluki                             |
| 2007 | Mauricio o las elecciones primarias | Eduardo Mendoza    | Santo Remedio El coleccionista de almas perdidas La voz interior Últimas conversaciones con Pilar Primo En el nombre del cerdo | Rafael Courtoisie Irene Gracia Darío Jaramillo Antonio Prometeo Moya Pablo Tusset |
| 2008 | El corazón helado                   | Almudena Grandes   | Mundo maravilloso La loca de Chillán El padre de Blancanieves Los príncipes valientes                                          | Javier Calvo Aquilino Duque Belén Gopegui Javier Pérez Andújar                    |
| 2009 | El país del miedo                   | Isaac Rosa         | Paraíso inhabitado La familia de mi padre Sal El comienzo de la primavera                                                      | Ana María Matute Lolita Bosch Manuel García Rubio Patricio Pron                   |
| 2010 | Barrio cero                         | Javier Reverte     | - | -                                                                                 |